# M'Bamou

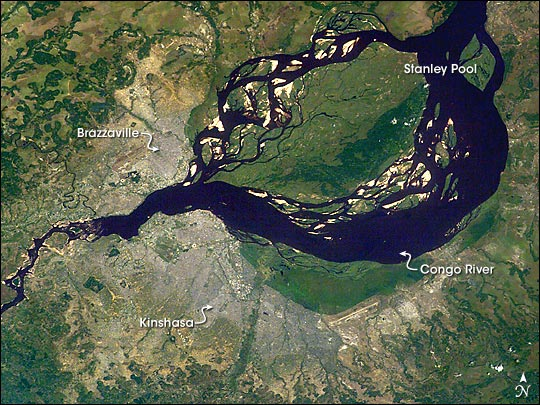
Satellietbeeld van de Pool Malebo (oude naam Stanley Pool)

M'Bamou, ook de Bamu eilanden, is een eiland in de Pool Malebo, een groot meer gevormd door een verbreding van de rivier Kongo. Het eiland is grondgebied van Congo-Brazzaville. M'Bamou is een gedemilitariseerde zone onder het neutrale regime dat werd ingesteld in de Frans-Belgische Conventie van 1908, toen deze twee landen koloniale heerschappij uitoefenden over de gebieden aan weerszijden van de Kongo.
Het eiland heeft een oppervlakte van 180 km². Twee nationale hoofdsteden bevinden zich stroomafwaarts aan de oevers van de Kongo: in het noordwesten langs de rivier ligt Brazzaville, de hoofdstad van de Republiek Congo. Ten zuiden van Pool Malebo en de rivier ligt Kinshasa, de hoofdstad van de Democratische Republiek Congo.
M'Bamou is een naam van Bantoe-oorsprong.